# Lottie Pickford
Lottie Pickford (Toronto, 9 juni 1895 - Los Angeles, 9 december 1936) was een Amerikaans actrice, afkomstig uit Canada. Ze werd geboren als Charlotte Smith en veranderde haar achternaam naar Pickford nadat haar zus Gladys Smith de artiestennaam "Mary Pickford" aannam.
Pickford werd als zus van Mary Pickford geboren en kreeg later een broer, Jack Pickford, die ook acteur werd. Pickford rolde via haar zus, die later uit zou groeien tot een legendarische actrice, het vak in en kreeg haar eerste filmrol in 1909. Ze was van 1922 tot en met 1928 getrouwd met acteur Allan Forrest.
Pickford stierf in 1936 op 41-jarige leeftijd aan een hartaanval. In haar laatste jaren van haar leven had ze last van een drankverslaving.

## Filmografie
| - Two Memories (1909) - The Faded Lilies (1909) - The Necklace (1909) - The Cardinal's Conspiracy (1909) - Tender Hearts (1909) - The Slave (1909) - A Strange Meeting (1909) - The Better Way (1909) - The Indian Runner's Romance (1909) - The Little Darling (1909) - The Hessian Renegades (1909) - Getting Even (1909) - The Broken Locket (1909) - His Lost Love (1909) - What's Your Hurry? (1909) - The Light That Came (1909) - In the Window Recess (1909) - Through the Breakers (1909) - The Red Man's View (1909) - The Test (1909) - To Save Her Soul (1909) - The Woman from Mellon's (1910) - The Newlyweds (1910) - The Smoker (1910) - The Tenderfoot's Triumph (1910) - A Knot in the Plot (1910) - A Victim of Jealousy (1910) - Serious Sixteen (1910) - The Call to Arms (1910) - Unexpected Help (1910) - The Affair of an Egg (1910) - A Summer Idyll (1910) - The Oath and the Man (1910) - Examination Day at School (1910) - A Gold Necklace (1910) - The Broken Doll (1910) - Two Little Waifs (1910) - Simple Charity (1910) - A Plain Song (1910) - A Child's Stratagem (1910) - Happy Jack, a Hero (1910) | - The Golden Supper (1910) - His Sister-In-Law (1910) - White Roses (1910) - The Two Paths (1911) - The Italian Barber (1911) - The Midnight Marauder (1911) - Help Wanted (1911) - His Trust (1911) - Fate's Turning (1911) - A Wreath of Orange Blossoms (1911) - Three Sisters (1911) - Sweet Memories (1911) - The Toss of a Coin (1911) - Who's Who (1911) - The Courting of Mary (1911) - Love at Gloucester Port (1911) - Little Red Riding Hood (1911) - Love Finds the Way (1912) - The Belle of New Orleans (1912) - A Mardi Gras Mix-Up (1912) - The Pilgrimage (1912) - A Beast at Bay (1912) - Into the Jungle (1912) - The Girl Strikers (1912) - Lena and the Geese (1912) - Love's Diary (1912) - A Child's Remorse (1912) - When a Girl Loves (1913) - For Old Time's Sake (1913) - The House of Bondage (1914) - The Diamond from the Sky (1915) - Fanchon, the Cricket (1915) - Curly (1915) - The Reward of Patience (1916) - On the Level (1917) - Mile-a-Minute Kendall (1918) - The Man from Funeral Range (1918) - They Shall Pay (1921) - Dorothy Vernon of Haddon Hall (1924) - Don Q Son of Zorro (1925) |

- Gemeinsame Normdatei: 1281852686
- International Standard Name Identifier: 0000 0000 3315 8139
- Library of Congress Control Number: n92037901
- SNAC: w6w52gwt
- Virtual International Authority File: 31189433
- WorldCat: E39PBJc7YQMjJGT4h4G6t7qWjC